# Emna Belhadj Yahia
Emna Belhadj Yahia hoặc Emna Belhaj Yahia (tiếng Ả Rập: آمنة بلحاج يحي) sinh ngày 30 tháng 9 năm 1945 tại Tunis. Cô là một giáo viên, triết gia và nhà văn người Tunisia ở Pháp.

## Tiểu sử
Sinh ngày 30 tháng 9 năm 1945 tại Tunis, từ một gia đình thần học của mẹ cô cũng như từ một gia đình thương nhân giàu có của cha cô. Cô học Triết học ở Pháp, sau đó lấy bằng cao học về Triết học tại khoa Thư ở Paris. Cô đăng ký làm nghiên cứu sinh tại " l'École pratique des hautes études", với Jacques Berque, nhưng cô đã không hoàn thành khóa học này. Các sự kiện của tháng 5 năm 1968 diễn ra đồng thời trong chuyến đi đại học của cô.
Sau đó, cô dạy Triết học một vài năm ở Tunisia, trước khi làm giám đốc khoa học tại Học viện Khoa học, Thư và Nghệ thuật Tunisia. Cô cũng là thành viên của một nhóm nữ quyền, và sau đó là Liên đoàn Nhân quyền Tunisia, trước khi cống hiến hết mình cho việc viết lách. Sau khi Cách mạng Tunisia năm 2011, và những năm sau đó, sự trỗi dậy của bảo thủ bên tôn giáo và các câu hỏi của các bên về quyền tự do nhất định mua lại bởi phụ nữ, cô đã quyết định để chính thức suy nghĩ của mình cũng như các nhà phê bình trong cuốn sách của mình "Tunisie, questions à mon trả tiền "(Tunisia, câu hỏi cho đất nước tôi) vào năm 2014  .

## Ấn phẩm
- Chronique frontalière (Phê bình biên giới), Paris, Blandin, 1991
- Vô hình (Tầng vô hình), Paris, Joëlle Losfeld, 1996
- Tasharej, Paris, Balland, 2000
- Une Fenetre qui s'ouvre (Một cửa sổ mở ra), dans Leila Sebbar, Emna Belhadj Yahia, Rajae Benchemsi, Maïssa Bey et Cécile Oumhani, Tunis, Elyzad, 2007, p. 25 con43
- Rouge à lèvres et brioche au chocolateat (Son môi và bánh sô cô la), dans Sophie Bessis et Leïla Sebbar, Tunis, Elyzad, 2010, tr. 55 Cung66
- Jeux de rubans (trò chơi Ruy băng), Tunis, Elyzad, 2011 2012 Comar Golden Award
- Tunisie, câu hỏi à mon trả tiền (Tunisia, câu hỏi cho đất nước tôi), Paris, Éditions de l'Aube, 2014